# أمرامر
أمرامر (بالإنجليزية: M'RAMER)‏ هي جماعة قروية تابعة لإقليم الصويرة ضمن جهة مراكش - تانسيفت - الحوز بالمغرب. بلغ مجموع عدد سكان أمرار  حسب إحصاءات 2004 حوالي 7782 نسمة يعيشون في 1281 أسرة.